# Paederus baudii
Paederus baudii – gatunek chrząszcza z rodziny kusakowatych i podrodziny żarlinków.
Gatunek ten został opisany w 1859 roku przez Léona Fairmaire.
Chrząszcz o wydłużonym i lekko wypukłym ciele długości od 8,5, do 10 mm. Głowę charakteryzuje płytkie, małe, a na skroniach luźne punktowanie. Głaszczki szczękowe mają brunatnożółte wierzchołki ostatnich członów. Przedplecze ma boczne brzegi delikatnie i tylko w części tylnej obrębione. Pokrywy są krótsze od przedplecza, ku tyłowi wyraźnie rozszerzone, o zredukowanych barkach. Odległości między punktami na pokrywach są znacznie większe niż średnice tych punktów. Tylna para skrzydeł zupełnie zanikła.
Owad znany z Francji, Szwajcarii i Włoch. Z Europy Środkowej, w tym z Polski, błędnie wykazywany wskutek mylenia z Paederus schoenherri.